# Babcock & Wilcox
Babcock & Wilcox Company (B&W) és una empresa multinacional estatunidenca dedicada al disseny, enginyeria, manufactura, servei i construcció d'equips de generació d'energia elèctrica i sistemes de control de la contaminació, per a serveis públics i indústries. La seva secció de calderes ha proporcionat més de 300.000 megawatts de capacitat instal·lada en més de 90 països. Té la seva seu a Akron, Ohio, EUA. Històricament, l'empresa és més coneguda per les seves calderes de vapor.
L'empresa va ser fundada el 1867 a Providence, Rhode Island, pels socis Stephen Wilcox i George Babcock per fabricar i comercialitzar la caldera de tubs d'aigua patentada de Wilcox. La llista d'innovacions i primeres de B&W inclou la primera caldera d'utilitat instal·lada del món (1881); fabricació de calderes per alimentar el primer metro de la ciutat de Nova York (1902); primera central elèctrica de carbó polvoritzat (1918); disseny i fabricació de components per a l'USS Nautilus SSN-571 6, el primer submarí de propulsió nuclear del món (1953–55); la primera caldera de carbó a pressió supercrítica (1957); disseny i subministrament de reactors per al primer vaixell de superfície d'energia nuclear construït als Estats Units, el vaixell NS Savannah (1961).
La companyia va oferir serveis de disseny, enginyeria, fabricació, construcció i gestió d'instal·lacions a clients nuclears, renovables, d'energia fòssil, industrials i governamentals a tot el món. Les calderes de B&W subministren més de 300.000 megawatts de capacitat instal·lada a més de 90 països d'arreu del món. Durant la Segona Guerra Mundial, més de la meitat de la flota de la Marina dels Estats Units estava alimentada per calderes Babcock & Wilcox.

## Babcock i Wilcox

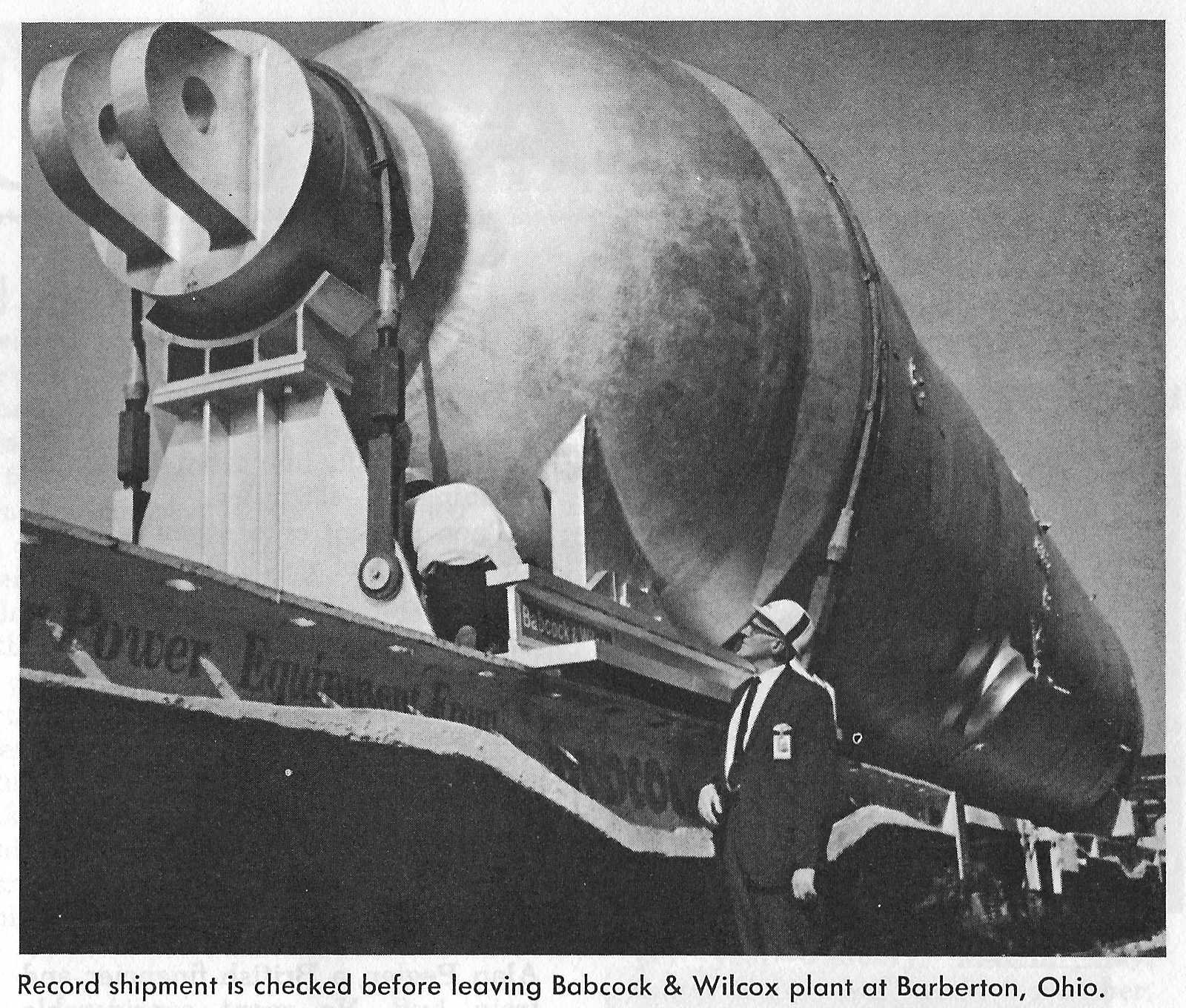
El generador de vapor nuclear Babcock & Wilcox es veu a la planta de la companyia a Barberton, Ohio, abans de ser enviat a través del ferrocarril Penn Central a un lloc de Duke Energy a Oconee, Carolina del Sud. Aquest generador pot convertir més de 10.000.000

Babcock & Wilcox (B&W) té la seu a Akron, Ohio, EUA, i ofereix tecnologies i serveis energètics i ambientals per als mercats industrials i elèctrics de tot el món. Els seus tres segments de marca es denominen B&W Renewable, B&W Environmental i B&W Thermal. B&W i les seves filials tenen operacions a Amèrica del Nord, Europa, Orient Mitjà, Àsia i Amèrica Llatina, a més de llicències de tecnologia global i associacions estratègiques.
B&W Renewable: tecnologies per a la generació d'energia renovable i calor, incloent-hi sistemes de transformació energètica de residus, energia de biomassa i licor negre per a la indústria de la pasta i el paper. Les tecnologies donen suport a una economia circular, desviant els residus dels abocadors per utilitzar-los per a la generació d'energia i substituint els combustibles fòssils, alhora que recuperen metalls i redueixen les emissions.
B&W Environmental: control d'emissions i solucions tecnològiques ambientals per a aplicacions d'utilitat pública, residus a energia, biomassa, negre de carboni i aplicacions de generació de vapor industrial. Inclou sistemes de refrigeració, manipulació de cendres, control de partícules, eliminació d'òxids de nitrogen i diòxids de sofre, bucle químic per al control de carboni i control de mercuri.
B&W Thermal: Equips de generació de vapor, recanvis, construcció, manteniment i serveis de camp per a plantes dels sectors de generació d'energia, petroli i gas i industrial. Serveis de base global d'equips instal·lats per a serveis públics i aplicacions industrials generals, com ara refinació, petroquímica, processament d'aliments, metalls i altres.

## Història
L'empresa va ser fundada el 1867 per Stephen Wilcox i el seu soci George Herman Babcock amb la intenció de construir calderes de vapor més segures. Stephen Wilcox va declarar per primera vegada que "hi ha d'haver una manera millor" de generar energia amb seguretat, i ell i George Babcock van respondre amb el disseny de la primera caldera de tubs d'aigua inherentment segura. B&W va ser el principal constructor de calderes navals per a les forces nord-americanes durant la Segona Guerra Mundial, i va ser proveïdor del Projecte Manhattan. Després de la guerra van entrar al negoci dels reactors nuclears i es van convertir en un important proveïdor de centrals nuclears comercials. També van construir reactors nuclears navals, inclòs per al primer vaixell nuclear comercial. L'any 2000 l'empresa es va declarar en fallida a causa de les demandes dels empleats per exposició a l'amiant; van sortir de la fallida el 2006.

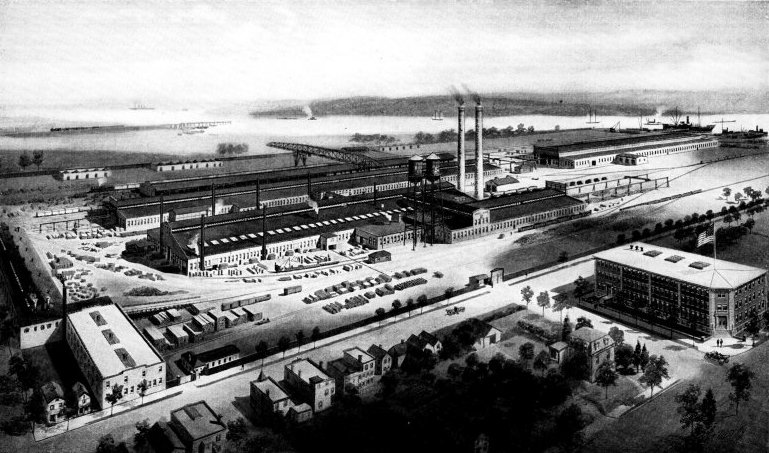
Obres de Babcock & Wilcox Co., Bayonne, Nova Jersey, cap al 1919

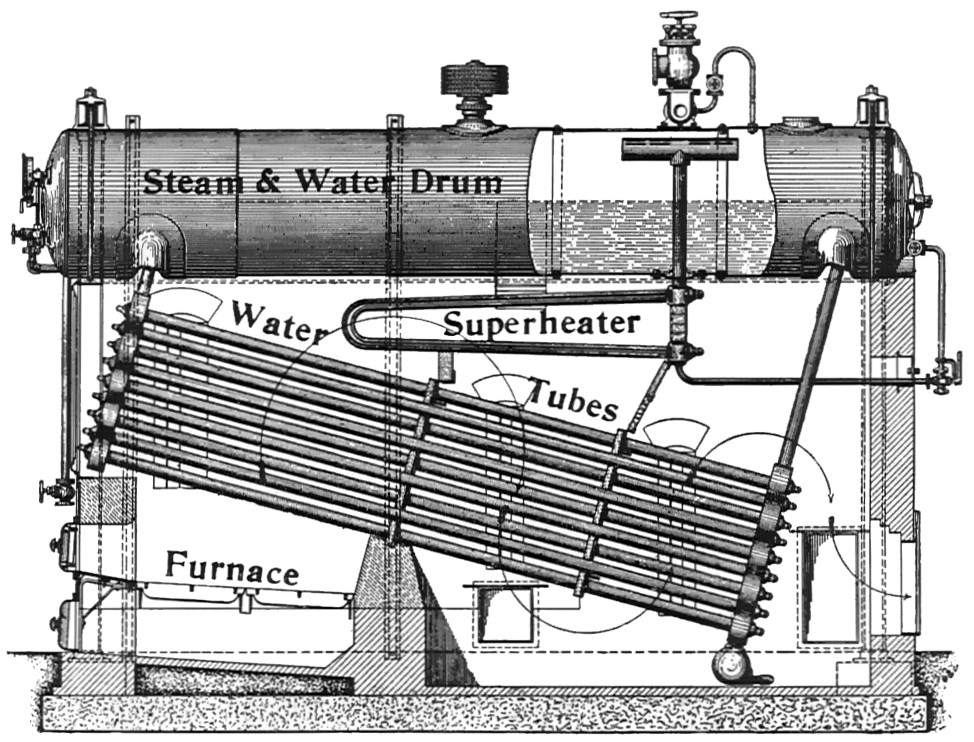
1913 Secció de calderes Babcock & Wilcox

- El 1867, Providence, Rhode Island, els residents Stephen Wilcox i el seu company George Herman Babcock van patentar la caldera no explosiva Babcock & Wilcox, que usava tubs plens d'aigua i ebullició de desnucleat per a generar vapor de forma més segura que les calderes de baix foc o de tub de foc. Les calderes generaven amb major seguretat vapor a pressió i eren més eficients (com a convertidor d'energia a vapor) que els dissenys existents.[6]
- El 1878, Thomas Edison va comprar la caldera B&W No. 92 per al seu laboratori de Menlo Park.[4]
- El 1891, Babcock & Wilcox Ltd es va establir com una empresa independent del Regne Unit, responsable de totes les vendes fora dels Estats Units i Cuba.[7]
- El 1895, Subministrament de forns de vapor de la fàbrica de sucre Kahrizak, Teheran, l'Iran[8]
- El 1898, Robert Jurenka i Alois Seidl van signar un acord amb la divisió britànica de Babcock & Wilcox Ltd per a convertir l'oficina de vendes de Berlín, Alemanya Babcock en una filial de l'empresa britànica; una fàbrica d'Oberhausen en el districte de Ruhr va fer la caldera dissenyada pels enginyers estatunidencs.[9]
- El 1902, el primer metro de la ciutat de Nova York està alimentat per calderes B&W.[10]
- Durant 1907 i 1909 la gran flota blanca de Theodore Roosevelt va ser impulsada per B&W Boilers.
- El 1923, tant Babcock & Wilcox Ltd com The Babcock & Wilcox Company compren en The Goldie & McCulloch Company Ltd de Cambridge, Ontario, per a formar Babcock-Wilcox & Gollec-McCulloch Ltd al Canadà.[11]
- El 1929, B&W instal·la la primera caldera de recuperació de grandària comercial del món usant el procés de bisulfit de magnesi a Quebec, el Canadà.[12]
- Entre 1941 i 1945 B&W va dissenyar i va lliurar 4.100 calderes marines per a vaixells de combat i mercants, incloent-hi el 95 % de la flota dels EUA en la badia de Tòquio en la rendició del Japó.
- El 1942, l'empresa va desenvolupar el forn cicló.
- Entre 1943 i 1945, B&W va proporcionar components, materials i desenvolupament de processos per al Projecte Manhattan.[6]
- El 1948, Babcock i Wilcox estaven en el centre d'una disputa laboral amb els treballadors d'United Stone i Allied Products d'Amèrica. La Junta Nacional de Relacions Laborals va sostenir que durant les reunions d'audiència captiva, el sindicat tenia dret a igual temps. Això va ser rebutjat més tard en Livingston Shirt Corp.[13]
- Entre 1949 i 1952, B&W va proporcionar les 8 calderes per a les SS Estats Units, la línia oceànica més ràpida mai construïda.
- Entre 1953 i 1955, B&W va dissenyar i va fabricar components per a l'USS Nautilus SSN-571, primer submarí d'energia nuclear del món.
- El 1961, B&W va dissenyar i va subministrar reactors per al primer vaixell nuclear comercial NS Savannah Savannah.
- El 1962, B&W va dissenyar i va subministrar sistemes de reactors per al primer reactor comercial de B&W, Indian Point, utilitzant HEU 233.
- El 1967, el nom de Babcock-Wilcox & Goldie-McCulloch Ltd es canvia a Babcock & Wilcox Canada Ltd.[11]
- El 1975, B&W va dissenyar i va construir components per a reactors de reproductors ràpids de metall líquid.
- El 1975 van finalitzar els acords comercials a llarg termini amb British Babcock & Wilcox Ltd. Posteriorment, l'empresa britànica va passar a dir-se Babcock International Group plc.
- El 1978, B&W va dissenyar i va construir el reactor nuclear que estava involucrat en l'accident de Three Mile Island.
- El 1999, B&W va rebre el contracte per a desenvolupar piles de combustible i reformar el vapor per a la Marina dels Estats Units.
- El 22 de febrer de 2000, B&W va sol·licitar la fallida del capítol 11 en part com a resultat de milers de reclamacions per lesions personals a causa de l'exposició prolongada a l'amiant i les fibres d'amiant. Les reclamacions van incloure Asbestosi, càncer de pulmó, mesotelioma pleural i peritoneal. Com a condició per a sortir de la fallida, B&W va crear un fons fiduciari per a compensar a les víctimes per quantitats molt menors que els assentaments pagats en demandes individuals per lesions personals.[14][15]
- Després de la fallida de B&W El 2006, B&W i BWX Technologies, totes dues filials de McDermott International, Inc., es van fusionar el 26 de novembre de 2007 per a formar The Babcock & Wilcox Companies, encapçalades pel president John Fee. El logotip de l'antiga companyia va canviar.[16]
- El 10 de juny de 2009, B&W va presentar B&W Modular Nuclear Energy, LLC (B&W MNE).[17] El mateix dia, B&W MNE va anunciar els seus plans per a dissenyar i desenvolupar el reactor mPower de B&W, un reactor nuclear modular i escalable. El disseny del reactor mPower de B&W és un reactor d'aigua lleugera avançada de 125 megavats, passivament segur (ALWR) (un reactor de la Generació III) amb una estructura de contenció més pròxima al sòl.[18] El reactor estava a punt per a ser fabricat en una fàbrica, enviat per ferrocarril, després enterrat sota terra.[19][20]
- El 12 de maig de 2010, B&W va anunciar que ell i les seves filials serien expulsats de la seva empresa matriu, McDermott International, Inc.[21] La seu es va traslladar de Lynchburg, Virginia a Charlotte. i la companyia es va convertir en la companyia Babcock & Wilcox.[22]
- El 2 d'agost de 2010, B&W va començar a operar en la Borsa de Nova York com BWC.[23]
- El 30 de juny de 2015, Babcock & Wilcox van completar una filera de BWX Technologies, la seva antiga empresa matriu. Les dues empreses van començar a operar per separat l'1 de juliol, quan Babcock & Wilcox Enterprises, Inc. figurava en la Borsa de Nova York amb el símbol del ticker: BW.[24]
- El 24 de setembre de 2018, Babcock & Wilcox van anunciar que traslladaria la seva seu corporativa de Charlotte a Akron, Ohio, a l'espai anteriorment ocupat per la Goodyear Tiri and Rubber Company abans del seu trasllat a un nou edifici pròxim.
- El 30 de desembre de 2019, Babcock & Wilcox va traslladar la seva seu corporativa de Barberton, Ohio, a Akron, Ohio.